# Полюс (пьеса)
«Полюс» — драма в стихах Владимира Набокова, относящаяся к русскому периоду его творчества. Была написана и опубликована (под именем В. Сирина) в 1924 году.

## Сюжет
Пьеса рассказывает об антарктической экспедиции Роберта Скотта. Этот британский исследователь в 1912 году достиг Южного полюса, но оказался только вторым после Руаля Амундсена, а на обратном пути погиб вместе со всеми спутниками. Действие «Полюса» происходит в последние часы жизни Скотта. Этой историей Набоков заинтересовался, увидев дневники Скотта в Британском музее.

## Создание и оценки
«Полюс» был написан в 1924 году и увидел свет в двух выпусках русской эмигрантской газеты «Руль», выходившей в Берлине (14 и 16 августа того же года). При жизни Набокова он не переиздавался, как и все остальные его пьесы.
Биограф писателя Брайан Бойд констатировал, что в «Полюсе» Набоков смог создать естественные диалоги, дополнив реальные события удачно придуманными деталями. В этой пьесе писатель впервые поднимает темы «бремени смелости, притягательности открытия, вечной романтики, которой осталось место и в наше время».